# Chapelle des Pénitents blancs (Sarlat-la-Canéda)
Pour les articles homonymes, voir Chapelle des Pénitents blancs.
La chapelle des Pénitents blancs ou chapelle du monastère des Récollets est une chapelle catholique située à Sarlat-la-Canéda, en France.

## Localisation
La chapelle est située à Sarlat-la-Canéda, dans le département français de Dordogne.

## Historique
En 1602, Louis II de Salignac de La Mothe-Fénelon est nommé évêque de Sarlat. Pour reprendre en main son diocèse, il favorise l'installation des confréries de pénitents blancs et bleus, en 1607 et 1608. En 1613, il a soutenu l'installation de l'ordre des Récollets. Ils commencés la construction de leur église en 1618 et ont implanté leur monastère entre l'église et les remparts après avoir acheté quelques maison. La construction du gros œuvre de l'église est terminée en 1626. Les travaux d'aménagement intérieure s'achèvent en 1651 avec la pose de la voûte lambrissée en planches de châtaignier. L'église a deux chapelles latérales à l'ouest, dédiées à Notre Dame et saint Bonaventure. il y avait à l'intérieur un immense retable posé en 1647 qui a disparu au XIXe siècle.
Les Salignac-Fénelon ont été enterrés dans l'église. Les seize derniers récollets sont expulsés en 1792. L'église est vendue comme bien national en 1796.
Les Pénitents blancs ont possédé leur propre chapelle à partir de 1643. Elle a aujourd'hui disparu.
La confrérie de pénitents blancs rachète l'église des Récollets en 1804. Ils ajoutent une tribune au nord. En 1808, la confrérie a reçu du chanoine de Notre-Dame de Paris un morceau de la Couronne d'épines. En 1816, le général-comte François Fournier-Sarlovèze a acheté les deux chapelles latérales pour y célébrer des cérémonies en l'honneur de la famille royale.
En 1875, les confréries de pénitents blancs et bleus s'unissent. Les Pénitents blancs transfèrent dans la chapelle des Pénitents bleus leur mobilier créé en 1705.
La chapelle des Pénitents blancs est alors désaffectée qui a été transformée en gymnase et entrepôt. En 1970, elle reçoit un musée d'art sacré créé par la Société des amis de Sarlat. Mais ce musée a été fermé. La chapelle a été transformée en salle d'exposition.

## Description
La chapelle est à nef unique. Elle a un plan très simple rectangulaire. L'église est éclairée à l'est par quatre baies en plein cintre. La façade sur la rue Jean-Jacques-Rousseau n'est décorée que par le portail baroque avec son fronton brisé composé de deux volutes rentrantes posées su quatre colonnes cannelées par l'intermédiaire de chapiteaux doriques.

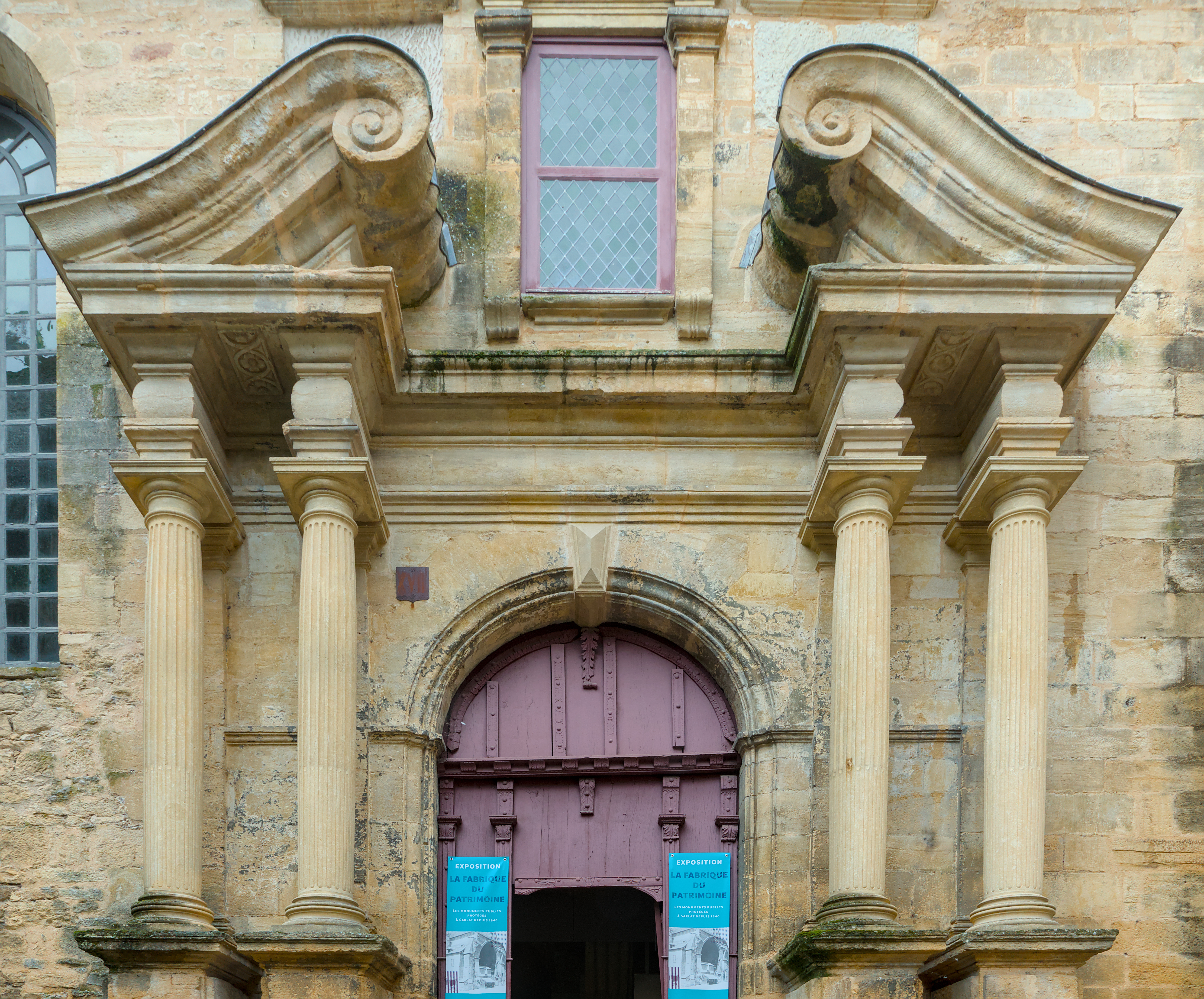
Le portail.
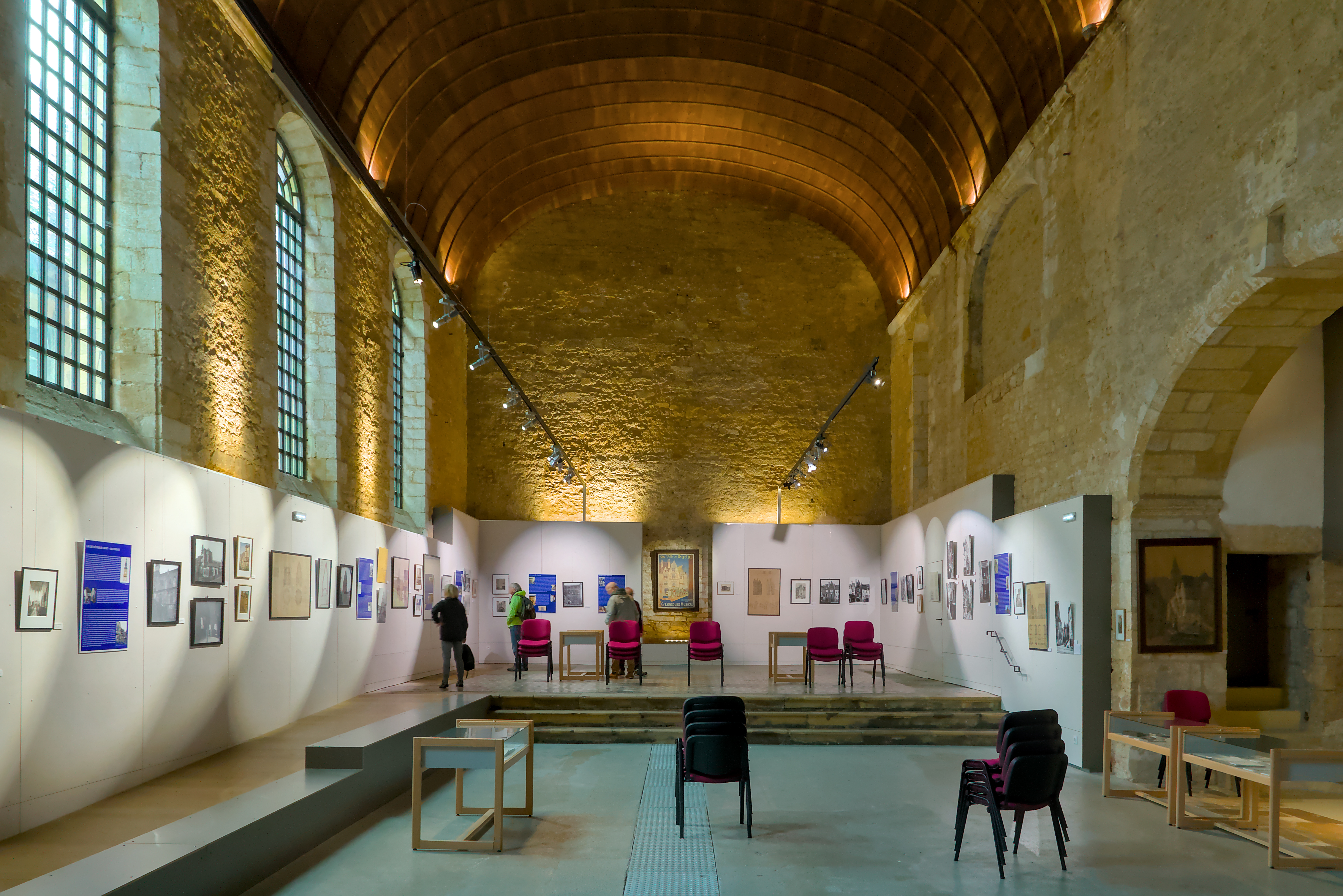
Intérieur de la chapelle, accueillant une exposition temporaire sur le patrimoine sarladais.

## Protection
L'édifice est classé au titre des monuments historiques le 14 mars 1944.